# Битка при Беневентум (214 пр.н.е.)
Вижте пояснителната страница за други значения на Битка при Беневентум.
Първата битка при Беневентум (Beneventum) се провежда по време на Втората пуническа война през 214 пр.н.е. при град Беневентум (днес Беневенто, Италия) между римската войска (от най-вече 18 000 роби доброволци) с командир Тиберий Семпроний Гракх и картагенците (17 000 инфантеристи от луканци и брути и 1200 африкански кавалеристи) с командир Ханон (син на Бомилкар), при която римляните постигат голяма победа.
Само 2000 картагенци, най-вече кавалеристи, заедно с Ханон, успяват да избягат. Робите получават обещаното им освобождение.